# Total Eclipse (canción de Iron Maiden)
«Total Eclipse» es una canción escrita por el bajista Steve Harris , Dave Murray y 
Clive Burr para el album The Number of the Beast. La canción habla sobre una sutil declaración política a favor de la conservación y protección de la Tierra. Antes de que se lanzara el álbum The Number Of The Beast, La banda tuvo problemas para decidir si incluir esta canción o "Gangland" en el álbum. Finalmente, eligieron "Gangland", relegando "Total Eclipse" al estado de lado B, pero luego lamentaron esa decisión. En consecuencia, "Total Eclipse" se agregó al álbum cuando se remasterizó en 1998.